# Slipping Through My Fingers
"Slipping Through My Fingers" là bài hát được viết bởi 2 cựu thành viên trong ban nhạc ABBA - Björn Ulvaeus và Benny Andersson và được thu âm bởi chính ban nhạc này, với giọng hát dẫn của Agnetha Fältskog. Bài hát nói về sự hối hận của người mẹ khi thấy con gái lớn nhanh, và nhận thấy mình đã dành quá ít thời gian với con.
Nguồn cảm hứng dẫn đến sự ra đời của bài hát là cô con gái của Björn Ulvaeus và Agnetha Fältskog khi cô mới lên 5 tuổi.